# قصص مارابينتا
قصص مارابينتا (بالإنجليزية: Marrabenta Stories)‏، هو فيلم وثائقي موزمبيقي صدر سنة 2004 وأخرجته كارين بوسوال. يتحدث الفيلم عن موسيقى مارابينتا [الإنجليزية]، وهي الموسيقى الوطنية والشعبية في موزمبيق. 

## القصة
ينضم شباب موسيقيون موزمبيقيون، والذين عادة ما يتجهون نحو موسيقى الجاز والفانك والهيب هوب، إلى مجموعة من الموسيقيين من كبار السن والذين يحترفون موسيقى مارابينتا، الموسيقى الشعبية التقليدية في موزمبيق. يُشكل هؤلاء معا فرقة أسموها مابولو، قرروا خلالها الدمج بين الموسيقى التقليدية والموسيقى العصرية في إنتاجاتهم الموسيقية.

## الإصدار
عُرض الفيلم في العديد من المهرجانات السينمائية، من بينها مهرجان دوك لشبونة [الإنجليزية] في البرتغال ومهرجان طريفة في إسبانيا ومهرجان دوكانيما [الإنجليزية] في موزمبيق ومهرجان ديربان السينمائي الدولي في جنوب أفريقيا ومهرجان أفريقيا في الصورة [الإنجليزية] في هولندا ومهرجان أفريقيا السينمائي [الإنجليزية] في بلجيكا.

## روابط خارجية
- قصص مارابينتا على موقع IMDb (الإنجليزية)